# San Juan-formatie
De  San Juan-formatie is een geologische formatie in de Mexicaanse staat Chiapas die afzettingen uit het Midden-Eoceen omvat.
De San Juan-formatie is de vindplaats van diverse zeedieren. Het was de eerste vindplaats van fossielen haaien uit het Paleogeen in de Midden-Amerikaanse en Caribische regio. Inmiddels zijn ook uit de Panamese Tonosí-formatie haaienfossielen bekend. De haaienfossielen uit de San Juan-formatie behoren tot de verpleegsterhaai Nebrius, de makreelhaaien Stratiolamnia macrota, Carcharias, Odontaspis, Isurus precursor en Carcharodon auriculatus, en de grondhaaien Hemipristis en Galeocerdo. 